# Rosa Abrahamsen
Rosa Abrahamsen (29. september 1926 i Sværdborg, Præstø, død 13. november 1964 i København) var en dansk digter, tilskærerdirektrice og mannequin der var kendt som "Blegdammens Rose", fordi hun som polioramt under den store polioepedemi i København i 1952 blev indlagt på Blegdamshospitalet i København.
Hun er begravet på Sct. Olai Kirkegård i Kalundborg.

## Radiointerview
I 1956 blev hun interviewet af Karl Bjarnhof, hvor hun slutter interviewet af med at udtale:
I følge Kristeligt Dagblad gav interviewet mange livsmodet igen:

## Digte og musik
Hun fik udgivet digtsamlingerne De store skibe og De gyldne timer, og hendes digte er sat til musik mange gange og bl.a. fremført af Elsa Sigfuss, Randi Teglbjærg og Elsa Jena med musik af Hugo Gyldmark. Blandt hendes mest kendte digte er Hænderne og Hvorfor græder millioner.

## Anerkendelse
Hun modtog Edith Rode Legatet i 1957.

### Trykte
- Vor tids hvem skrev hvad 1914-1964 (Bibliografi). Vol. Bind 1 (2. udgave). Politiken. 1964.[1]
- Vor tids hvem skrev hvad 1914-1968 (Bibliografi). Vol. Bind 1 (3. udgave). Politiken. 1968.[1]
- Danske og udenlandske forfattere efter 1914 (Bibliografi). Politiken. 1977.[1]
- Hammerich, Paul (1983). En danmarkskrønike. Vol. Bind 4. s. 127-28.[1]